# Dekret über den Frieden

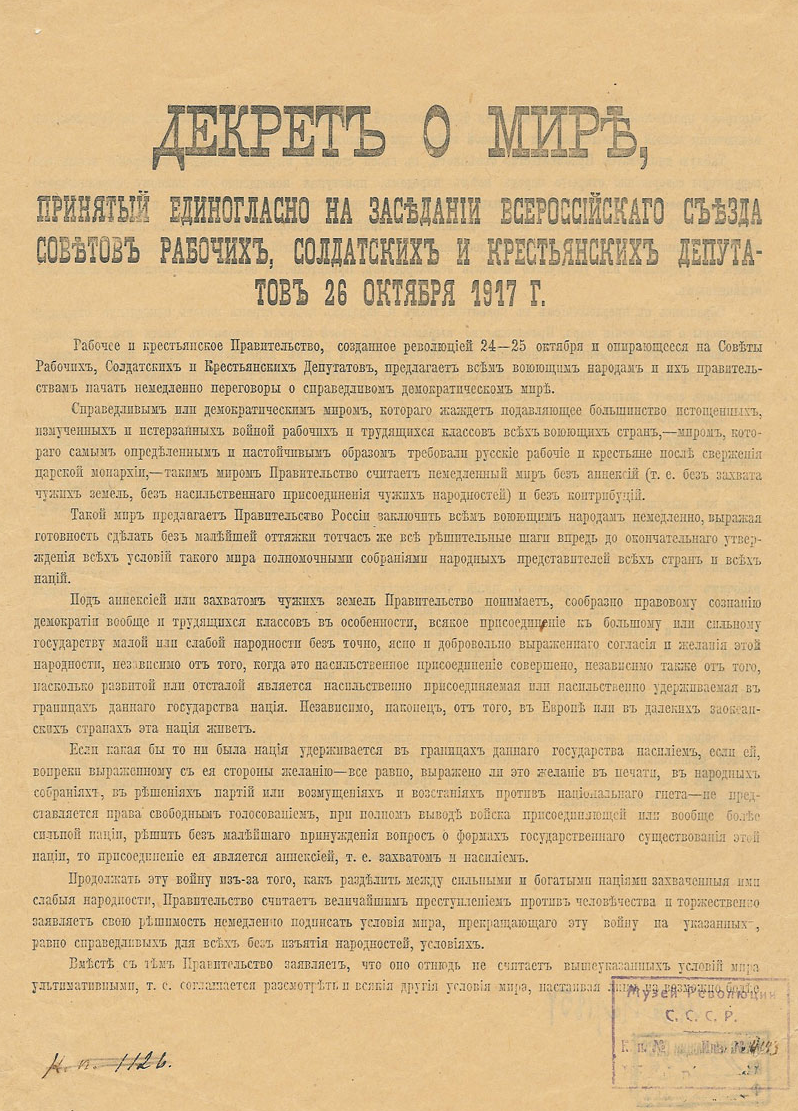
Das Dekret über den Frieden vom 7. November 1917

Das Dekret über den Frieden (russisch Декрет о мире Dekret o mire) im Ersten Weltkrieg war das erste Dekret des Rates der Volkskommissare der RSFSR, der nach der Oktoberrevolution vom 24./25. Oktober geschaffen wurde. Es war von Wladimir Iljitsch Lenin ausgearbeitet worden und wurde auf der Sitzung des allrussischen Rätekongresses der Arbeiter-, Soldaten und Bauerndeputierten am 26. Oktoberjul. / 8. November 1917greg. einstimmig angenommen und am gleichen Tag in der Zeitung Iswestija veröffentlicht. Nach Robert Service war das Dekret sorgfältig formuliert, so dass es nicht offen, aber praktisch zur Weltrevolution aufrief.

## Inhalt
Das Dekret über den Frieden führte zu Friedensverhandlungen Russlands mit Deutschland und ermöglichte den Friedensvertrag von Brest-Litowsk 1918. Es zählt, neben dem Dekret über Grund und Boden und dem Dekret über die Rechte der Völker Russlands, zu den sogenannten drei Umsturzdekreten, mit deren Hilfe die neue bolschewistische Führung Russlands möglichst rasch einen breiten Rückhalt in der Bevölkerung gewinnen wollte.
Das Dekret enthielt Forderungen zur sofortigen Aufnahme von Friedensverhandlungen an alle kriegsführenden Länder und verurteilte geheime internationale Abmachungen und Verträge. Lenin beschrieb darin seine Vorstellung vom neuen proletarischen Internationalismus, welcher die gleichen Rechte für alle Völker und Achtung der Unabhängigkeit von allen Völker und Regierungen vorsah. Als Sofortmaßnahme schlug das Dekret einen Waffenstillstand für drei Monate vor.
In der kriegsmüden russischen Bevölkerung löste das Dekret Begeisterung aus. Das Dekret war allerdings auch aus der Not geboren, da die militärische Lage für Russland katastrophal war und kaum daran zu denken war, einem Vormarsch der deutschen Truppen im Westen des ehemaligen Zarenreiches weiter wirksamen Widerstand entgegenzusetzen. In anderen kriegsführenden Ländern wie den USA, Frankreich und Großbritannien löste das Dekret Demonstrationen gegen den Krieg und für eine Unterstützung Sowjetrusslands aus. Am 27. Oktoberjul. / 9. November 1917greg. rief Lenin im Radio die russischen Matrosen und Soldaten zu einem Waffenstillstand auf. Ideologisch konnte sich Lenin so als Friedenspolitiker profilieren und brachte die Politiker anderer Kriegsteilnehmer in Zugzwang. Das spätere 14-Punkte-Programm des US-Präsidenten Woodrow Wilson lässt sich etwa auch als Reaktion auf Lenins Dekret verstehen. Die deutsche Seite dagegen zeigte sich wenig beeindruckt; zwar wirkte sich auch hier die zunehmende Kriegsmüdigkeit aus, die militärische Führung sah aber in Lenins Politik einen willkommenen Anlass, die geschwächte Position Russlands konsequent zum eigenen Vorteil auszunutzen.
Während vor allem Leo Trotzki die Verhandlungen mit Deutschland in die Länge zog, um die eigene Friedenspolitik propagandistisch herausstellen zu können, setzten die Deutschen ihren Vormarsch fast ungehindert fort, bis ihre Truppen die gesamte Ukraine unter ihre Kontrolle brachten. Die russische Revolutionsregierung sah sich daher im März 1918 gezwungen, in Brest-Litowsk einem Diktatfrieden zuzustimmen. Da aber im eigenen Land „weiße“, d. h. zaristische und gegenrevolutionäre Kräfte den Bolschewiki den Kampf angesagt und zu den Waffen gegriffen hatten und bald darauf auch die westliche Entente zu deren Gunsten intervenierten, blieb der Regierung Lenins praktisch keine Gelegenheit, ihre im Dekret formulierten Prinzipien gemeinsam mit der Gegenpartei in die Tat umzusetzen.